# Герб Сальского района
Герб муниципального образования Сальский район Ростовской области Российской Федерации — главный символ города и района, составляет особую гордость ее жителей, служит залогом преемственности  органов местного самоуправления прошлых лет и  многих поколений сальчан, возрождения историко-культурных реликвий  города Сальска и Сальского района.
Утвержден Решением городской Думы города Сальска и Сальского района № 158 от 6 марта 2002 года.
В мае 2003 года герб города Сальска и Сальского района внесён в Государственный геральдический регистр РФ под № 1129.
Воспроизведение Герба осуществляется в соответствии с пунктом 2 Положения «О символах муниципального образования «Сальский район».

## Описание и обоснование символики
Геральдическое описание (блазон) гласит:
В зеленом щите изображены наложенные на лазуревый столб железнодорожная эмблема в дубовом венке и два скрещенных молота, столб сопровождают перевязанные красной лентой колоски.